# Materiały gemmologiczne
Materiały gemmologiczne możemy podzielić na:
- kamienie naturalne – materiały pochodzenia naturalnego (przeważnie minerały) podatne na szlifowanie i polerowanie, trwałe a wykorzystywane przez człowieka głównie z uwagi na ich walory estetyczne (np. barwę, stopień przezroczystości, barwne efekty optyczne).
- kamienie syntetyczne – materiały pozyskiwane procedurami opracowanymi przez człowieka. Wiele z nich powstaje na wzór materiałów naturalnych (ta sama formuła chemiczna, struktura, własności fizyczne…). Niektóre z tych materiałów, niemające odpowiednika w przyrodzie, określa się jako sztuczne, np. sztuczne granaty (GGG, YAG). Gemmologia interesuje się tymi materiałami syntetycznymi, które mogą być wykorzystywane ze względu na ich walory estetyczne.
- traktowane (poprawiane) – materiały naturalne i syntetyczne, których cechy i właściwości zostały zmodyfikowane procesami inicjowanymi i kontrolowanymi przez człowieka w taki sposób, by podnieść ich walory estetyczne.

W gemmologii używany jest także termin imitacja na określenie materiału naturalnego lub syntetycznego, którego przeznaczeniem jest naśladowanie określonego materiału naturalnego, choć niekiedy różnią się one znacznie pod względem składu chemicznego i struktury od naśladowanego materiału. Niektóre z tych materiałów bywają sztucznie modyfikowane traktowaniem w celu lepszego upodobnienia się do pierwowzoru.